# Текстильные обои
Текстильные обои — рулонный материал для внутренней отделки помещений, состоящий из нескольких слоев. Лицевой стороной текстильных обоев является ткань. Раньше текстильные обои назывались «штофные». Под штофом понимали не только русскую меру жидкости, но и немецкую плотную шелковую или шерстяную ткань (от нем. Stoff — материал, ткань). Штоф использовали для обивки мебели, интерьера.

## Описание и характеристики
Текстильные обои изготавливаются на основе бумаги, нетканного материала или флизелина. Поверх базового слоя накладывается текстиль (лён, хлопок, полиэстер, джут). Стоимость того или иного вида текстильных обоев во многом определяется ценностью материала, использованного для верхнего слоя. При этом учитывается степень натуральности, экологичности сырья, его окраска, текстура, устойчивость к внешнему воздействию. На сегодняшний день в зависимости от технологии производства выделяются два основных вида текстильных обоев: на основе нитей и на основе цельного полотна.
Существуют также текстильные бесшовные покрытия для стен, изготовленные из очень плотной ткани. Материалом оформляется весь периметр комнаты, поэтому в итоге имеется всего одно шовное соединение. Выемки для окон и дверей делаются после окончания основных работ по монтажу своеобразного гобелена.
Обои на основе текстиля выполняют не только декоративную функцию. Настенное покрытие данного рода характеризуется хорошими тепло-, шумоизолирующими свойствами. Некоторые виды на основе льна проявляют антисептические способности.

## Разновидности текстильных обоев
Текстильные обои на синтетической основе. Изготавливаются по следующей технологии: полотно наклеивается на базу из поролона или нетканного материала (текстиль). Таким образом, достигается ощутимая звуко- и теплоизоляция. За синтетическими обоями проще ухаживать, ведь при необходимости их можно пропылесосить. Этот материал требует особенного подхода при монтаже, в идеале — участие специалиста.
Джутовые обои. Джут — это специфическое индийское растение, из волокон которого производятся прочные ткани и верёвки. Обои, изготовленные с применением джутовых волокон, обладают ярко выраженной фактурой, что способствует маскировке неровностей и мелких погрешностей на поверхности стены. Существуют цветные варианты или варианты под покраску. Джутовые текстильные обои практически не выгорают под действием УФ-лучей, успешно переносят сухую уборку.
Шелковые обои. Конечно же, полностью обклеенные натуральным шелком стены — это было бы слишком роскошно. Поэтому так называемые «шелковые» обои представляют собой вискозу с некоторым процентом содержания шелка. В основном, интересные по композиции шелковые обои производятся под индивидуальный заказ.
Льняные обои. Для производства данного вида текстильных обоев бумажное полотно покрывается нитями изо льна или композитных материалов. Такие обои приятны на ощупь и имеют эстетичный внешний вид. Льняные текстильные настенные покрытия переносят только сухую уборку; устойчивы к действию солнечных лучей.
Велюровые обои. Производятся по очень специфичной технологии, предполагающей множество сложных процессов. Изготавливаются с применением бумажной основы и нейлонового ворса. Такие привлекательные текстильные обои хорошо себя чувствуют в комнатах с низкими показателями проходимости и пылеобразования.
Фетровые обои. Существует несколько разновидностей фетровых текстильных обоев: обои из натуральной фетровой ткани и обои из её аналога (микрофибра, полиэстер, акрил, полипропилен). По внешнему виду это очень миловидные, привлекательные обои. В продаже реализуются не рулонами, а погонными метрами. При поклейке требуют соблюдения ряда предписанных правил. В эксплуатации довольно неприхотливы, хорошо переносят аккуратную влажную уборку неагрессивными моющими средствами. Кроме того, фетровые обои обеспечивают хорошую звуко- и теплоизоляцию.
Прочие разновидности

## Достоинства и недостатки текстильных обоев
В качестве основного достоинства текстильных обоев, несомненно, выделяется эстетизм. Они могут быть изготовлены в огромном количестве вариантов текстур. Материал обладает шикарным внешним видом, всегда смотрится дорого и эксклюзивно, помогает создать экологичную атмосферу в помещении. К тому же, швы, соединяющие полотна текстильных обоев, практически незаметны. 
В число недостатков текстильных обоев следует, прежде всего, включить относительно высокую цену и неустойчивость к загрязнениям, влаге. Кроме того, текстиль гораздо сильнее других материалов накапливает на своей поверхности пыль и впитывает запахи.

## Уход и эксплуатация текстильных обоев
Рекомендуется совершать регулярную, неагрессивную сухую очистку текстильных обоев от накопившейся пыли. Небольшие свежие пятна можно пробовать свести мыльным раствором, а вот при наличии масштабного, сильного или застарелого загрязнения придется переклеивать проблемный участок. Соответственно, нецелесообразно применять текстиль для оформления стен на кухне или в детской комнате. Рекомендуется контролировать появление пятен в процессе эксплуатации материала.